# Паатеро, Сирпа
Сирпа Ханнеле Паатеро (фин. Sirpa Hannele Paatero, в девичестве Пелтонен, Peltonen; род. 9 сентября 1964, Кархула) — финский политический и государственный деятель. Член Социал-демократической партии Финляндии. Депутат эдускунты (парламента) от избирательного округа Кими в юго-восточной Финляндии с 1 февраля 2006 года. В прошлом — министр по делам местного самоуправления Финляндии (2019—2023).

## Биография
Родилась 9 сентября 1964 года в Кархуле (ныне район города Котка). В 1984 году окончила школу в Котке. В 1986 году получила профессию модельера в политехническом колледже в Котке. В 1988 году получила профессию ученика мастера по изготовлению сумок в компании Nahasta oy, в 1991 году — инструктора по любимым занятиям (хобби). В 1992 году училась в Университете Хельсинки. В 1997 году обучалась работе со злоупотреблениями психоактивными веществами. В 1998 году училась в Университете Йювяскюля.
С 22 июня 2011 года по 29 сентября 2014 года была первым заместителем председателя фракции Социал-демократической партии.
26 сентября 2014 года, в связи с выходом партии «Зелёный союз» из правящей коалиции Паатеро стала министром международного развития в кабинете Стубба.
6 июня 2019 года Паатеро получила портфель министра по делам местного самоуправления и управления собственностью в кабинете Ринне. 29 ноября Паатеро ушла в отставку из-за забастовки почтовой госкомпании Posti Group. 10 декабря 2019 года Паатеро получила портфель министра по делам местного самоуправления в кабинете Марин, сформированном 10 декабря 2019 года. 20 июня 2023 года правительство Марин ушло в отставку.